# Murina (2021.)
Murina hrvatski je film redateljice Antoneta Alamat Kusijanović iz 2021. godine.

## Uloge
- Gracija Filipovic – Julija
- Danica Curcic – Nela
- Leon Lučev – Ante
- Cliff Curtis – Javier
- Jonas Smulders – David

## Ekipa
- Scenaristica –  Antoneta Alamat Kusijanović, Frank Graziano
- Direktor fotografije – Hélène Louvart
- Montažer – Vladimir Gojun
- Kostimografkinja – Amela Baksic

## Nagrade i festivali
- Filmski festival u Cannesu 2021. – Camera d'Or[1]
- Pulski filmski festival 2021. – nominiran u hrvatskom programu